# アティフェテ・ヤヒヤガ

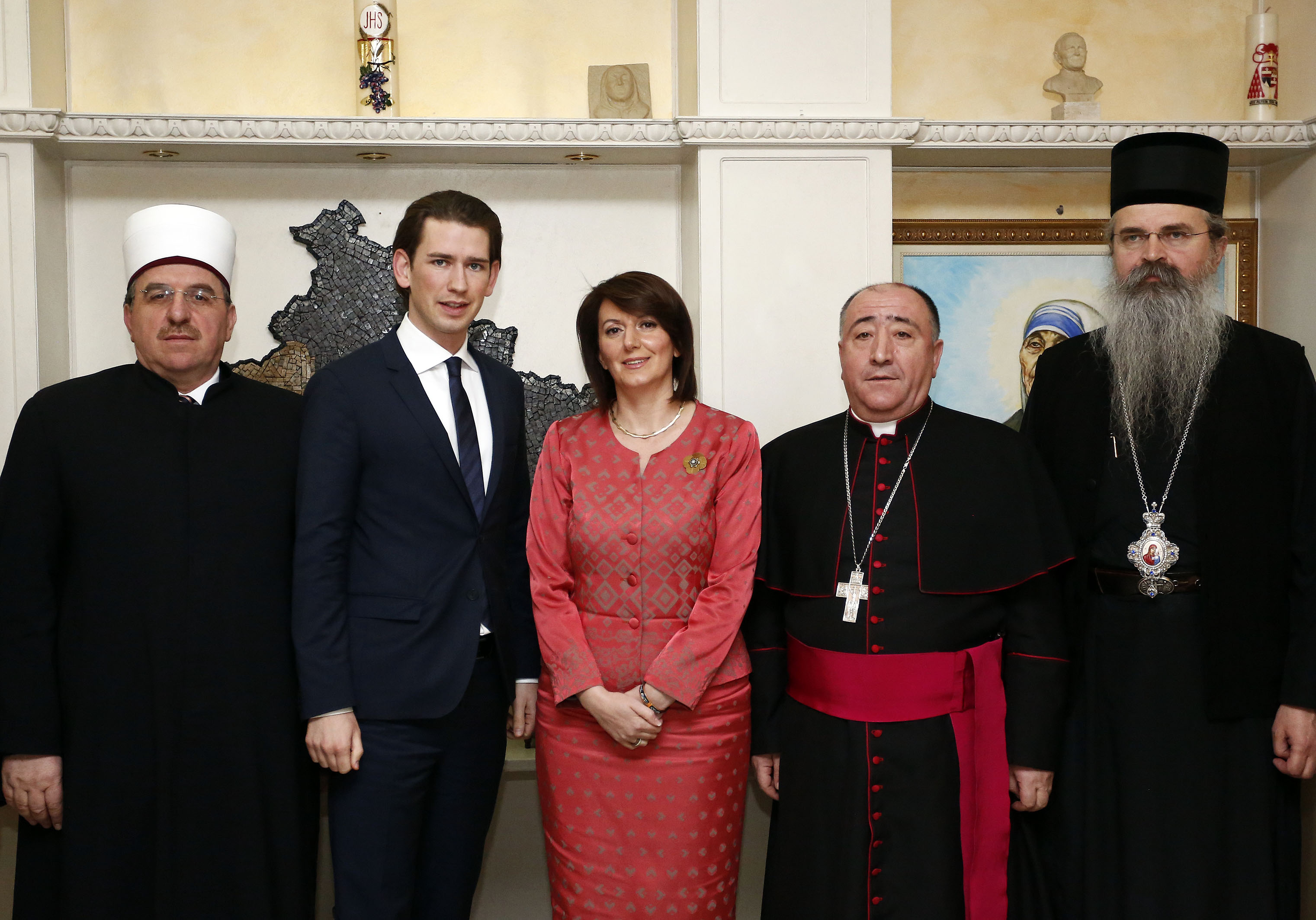
（左から）スンナ派コソボ大ムフティー、オーストリア外相セバスティアン・クルツ、ヤヒヤガ大統領、カトリックコソボ司教、セルビア正教会コソボ主教

アティフェテ・ヤヒヤガ（アルバニア語: Atifete Jahjaga、1975年4月20日 - ）は、コソボ共和国の政治家。2011年から2016年まで同国大統領。同国では初めての女性大統領であり、初めての無所属の大統領。また現代のバルカン半島で最も若く就任した大統領である。
コソボ警察庁の副長官を歴任。コソボ警察における最終階級は少将であり、これは女性として東ヨーロッパで最高級の階級である。

## 生い立ち
ジャコヴァ（ユーゴスラビア、現在のコソボ）にて出生。小中学校をそこで過ごす。2000年、プリシュティナ大学の法学部を卒業。2006年から2007年の間、イギリスのレスター大学で警察経営や刑法を学ぶ。またヤヒヤガは、ドイツのジョージ・C・マーシャル ヨーロッパ安全保障センターやアメリカのFBIナショナルアカデミーで様々な専門訓練を受けている。

## 警察官としての来歴
コソボ紛争の後、ヤヒヤガはコソボ警察の士官になる為の訓練を終え、徐々に頭角を現し、少佐から大佐、最終的には少将まで昇進する。ヤヒヤガは最初、国境警察に赴任し、後にトレーニング部門に転任。
2010年、ヤヒヤガはコソボ警察庁の副長官となり、一時的に長官代行を務める。警察官僚としての在任中、ヤヒヤガはアメリカの官僚や外交官の目に留まり、アメリカ政府高官に特別な機会で紹介される様になる。FBIナショナルアカデミーを訪れたジョージ・W・ブッシュアメリカ大統領との写真やコソボを訪れた国務長官のヒラリー・クリントンとの写真がインターネットを通じて拡散され、ヤヒヤガは瞬く間に次期大統領候補として注目を浴びることとなった。

## コソボ大統領に
2011年4月6日、ヤヒヤガはアメリカのクリストファー・デル大使の後押しにより、コソボ大統領選のコソボ民主党、コソボ民主連盟、新コソボ同盟の統一候補となる事が発表された。ヤヒヤガは警察官としての経験は豊富ではあったが、政治については全くの未経験であった。
4月7日、議会の1回目の投票で80票の得票を得て大統領に選出された。1回目の投票で選出されるのはヤヒヤガが初めてである。2002年、初代イブラヒム・ルゴヴァ大統領の3回目の大統領選の88票に次ぐ得票数であった。
ヤヒヤガは就任演説で、大統領としての目標は欧州連合と国際連合への加盟であると述べた。ヤヒヤガは国会での初演説で「全コソボ国民の理想は、EU加盟およびアメリカとの永久的な友好関係であります。この夢は実現すると確信しています」と抱負を語っている。

## 大統領として

### コソボのイメージ構築
在任中、ヤヒヤガは国際社会からの承認の為、民主主義制度の強化を推進していた。またヤヒヤガはEUや国連への加入を促進し、国際社会からのイメージアップや、隣国との国交正常化に向けて取り組んでいた。

### 欧州統合に向けたプロセス
在任中、ヤヒヤガは自国の欧州統合に向けた協議に非常に熱心に取り組んでいた。2012年3月にヤヒヤガが発足した国家欧州統合協議会は欧州統合に向けた党派間での包括的合意を目指し、高いレベルでの調整機関として機能している。ヤヒヤガは法案が欧州の基準や慣例に沿っていない場合などには、積極的に憲法上の義務を行使し、法案に反対するための手続きを行った。このことは欧州連合の報告で、「コソボでは三権分立が機能してる事を証明している」と評価されている。

### 国家汚職防止協議会
ヤヒヤガは2012年2月14日に国家汚職防止協議会を設立した。この協議会は省庁の仕事や活動の調整を行い、汚職を防止する事を志向している。協議会は様々な機関の代表で構成され、汚職防止のための議論が行われており、対話の場として重要な役割を果たしている。

### 女性の地位向上
ヤヒヤガの下、コソボの女性の地位向上が進められていた。2012年には国際的な女性サミットである「変化の為のパートナーシップ—女性の地位向上」を主催。コソボ国内やヨーロッパ各地、北アメリカ、中東から200人の指導者が集まった。

### マイノリティーに対する取り組み
在任中、ヤヒヤガはコソボにいる様々な民族の橋渡し役として尽力していた。ヤヒヤガは異教徒間の対話やコソボの少数民族社会への出張を積極的に行った。2013年にはイースターの日にデチャンのセルビア正教会の修道院を訪問した。

## 大統領退任
2016年4月7日、任期満了に伴い退任した。後任の大統領にはハシム・サチ（2月26日、コソボ議会により選出）が就任した。

## 栄典
- 名誉学位（ダラム大学[13] 、2013年6月27日）
- 公共サービスにおけるリーダーシップ賞（クリントン・グローバル・イニシアティブ[14]、2014年9月21日）